# Ochtelbur
Ochtelbur  is een dorp in de Duitse deelstaat Nedersaksen. Bestuurlijk maakt het deel uit van de gemeente Ihlow, gelegen in de Landkreis Aurich in Oost-Friesland. 
De plaatsjes Westerende-Kirchloog, Bangstede, Ochtelbur en Riepe liggen aan een van noordoost naar zuidwest lopende secundaire weg, een Landesstraße, van Aurich naar Emden. Ten zuiden van Riepe buigt deze Friesenweg af naar de aansluiting nummer 6, Riepe, van de Autobahn A 31.  Ochtelbur ligt ongeveer 4 km ten westen van het hoofddorp van de gemeente, Ihlowerfehn. Tussen deze twee dorpen lopen alleen smalle landweggetjes. Doorgaand verkeer moet omrijden via Fahne.
Het langgerekte dorp, dat aan de westkant naadloos in Riepe overgaat, leeft vooral van de landbouw en de bouwnijverheid. Ook wonen er pendelaars met een werkkring in Aurich of Emden.
De oudste vermelding van Ochtelbur stamt uit 1431 als Ochtelburen. De naam zou een verbastering kunnen zijn van Oosterburen, waarbij "oosten" dan duidt op de ligging ten oosten van het buurdorp Riepe.
In het dorp staat de middeleeuwse kerk van Ochtelbur.